# Tamgrinia semiserrata
Tamgrinia semiserrata là một loài nhện trong họ Amaurobiidae.
Loài này thuộc chi Tamgrinia. Tamgrinia semiserrata được Yajun Xu & S. Q. Li miêu tả năm 2006.